# Aldeia da Roupa Branca
Aldeia da Roupa Branca (Portugiesisch für: Dorf der weißen Wäsche) ist eine portugiesische Filmkomödie des Regisseurs Chianca de Garcia aus dem Jahr 1939. Der Film gilt als einer der erfolgreichsten und bedeutendsten Vertreter der Comédia portuguesa.

## Handlung
In einem ländlichen Dorf außerhalb Lissabons lebt die temperamentvolle Gracinda bei ihrem Patenonkel Jacinto, dessen Sohn Chico inzwischen in Lissabon wohnt und arbeitet. Gracinda und ihr Patenonkel waschen ebenso die Wäsche bürgerlicher Stadtfamilien, wie die Witwe Quitéria, die mit ihrem fröhlichen Sohn Luís im Dorf lebt. Die mühsame Arbeit am Fluss und den aufwändigen traditionellen Transport von und nach Lissabon nehmen alle Beteiligten meist mit einem Lied und einem Scherz auf den Lippen.
Um ihre geschäftlichen Probleme lösen zu helfen, geht Gracinda zu Chico in die Stadt, um ihn zu Rückkehr und Mithilfe zu bewegen. Außerdem hat sie sich in Chico verliebt und möchte ihm nahe sein, was sie zunächst für sich behält.
Zeitgleich rückt das alljährliche Dorffest näher, bei dem Jacinto und seine alte Rivalin Quitéria wieder versuchen, die beste Musikantentruppe zu präsentieren. Die Rivalität spitzt sich zu und im Verlauf des Dorffestes eskaliert die Lage. Danach befrieden alle Akteure die Situation wieder, und das Dorf kehrt zum friedlichen Miteinander zurück. Als Gracinda und Chico aus der Stadt zurückkehren und den Wäschetransport revolutionieren, macht das Dorf einen einschneidenden Schritt in die Zukunft.

## Rezeption

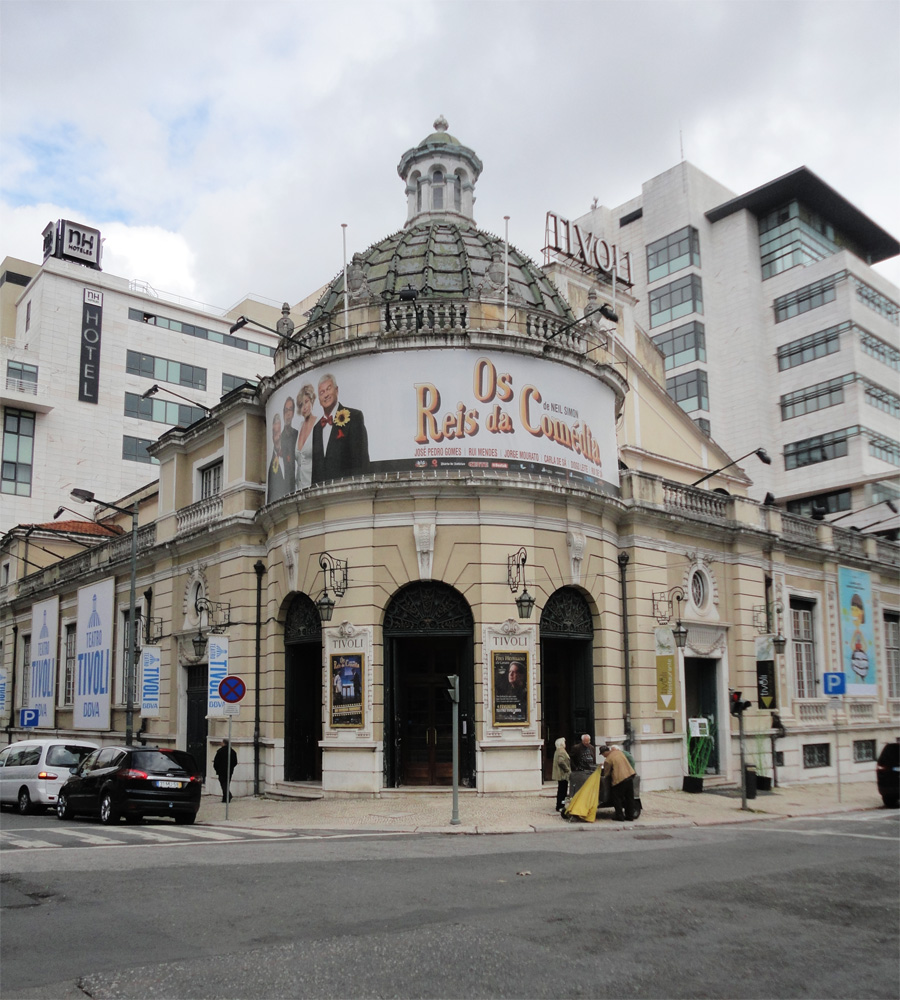
Das Lissabonner Teatro Tivoli an der Avenida da Liberdade. Aldeia da Roupa Branca feierte hier Anfang 1939 Premiere.

Der als unbeschwerte Musikkomödie angelegte Film gehört zu den erfolgreichsten Komödien des Portugiesischen Kinos der 1930er und 40er Jahre, mit der schwungvollen Darbietung der enorm populären Beatriz Costa in der Hauptrolle und dem schlüssigen Drehbuch des Schriftstellers José Gomes Ferreira. In mehreren Gastauftritten ist auch die populäre Fado-Sängerin Hermínia Silva zu sehen und zu hören.
Der Film feierte am 2. Januar 1939 im Teatro Tivoli Premiere. Von der damaligen Kritik gefeiert, erzielte der Film auch an der Kinokasse einen beträchtlichen Erfolg. Es wurde das erfolgreichste Werk des Regisseurs, der danach nach Brasilien ging, dort wesentlichen Anteil an der Entwicklung des Fernsehens hatte und sich ansonsten immer deutlicher in Opposition zum semi-faschistischen Estado Novo-Regime in Portugal stellte. Auch für Hauptdarstellerin Costa bedeutete der Film der Abschied vom Portugiesischen Kino. Sie ging für einige Jahre nach Brasilien, wo sie ihre erfolgreiche Schauspielkarriere weiterführte, bis sie Ende der 50er wieder nach Portugal zurückkehrte.
Die Kritik ordnet den Film bis heute eindeutig den portugiesischen Komödien der 1930er und 40er Jahre zu, gleichwohl hier ein kleines ländliches Dorf und nicht ein städtisches Viertel Lissabons Handlungsort ist. Der Film thematisiert ein einfaches, freies und gesundes Leben auf dem Land als Gegensatz zum eingeschränkten und moralisch und körperlich bedrohlichen Leben in der großen Stadt. Die volkstümliche, vergleichsweise ungehemmte und direkte Sprache und die lebensfrohe Darstellung der Filmcharaktere unterstreichen den humoristischen Charakter des Films, der zudem durch mehrere fröhliche, aber auch stellenweise melancholische Lieder geprägt wird. Oberflächlich entspricht der Film dem Geschmack der Propaganda des Salazar-Regimes, das ein fröhliches, ländliches und innerlich geeintes Land als Idealbild propagierte. Darunter jedoch vermittelt der Film auch den enorme Wunsch nach Fortschritt und Modernität, etwa in der Art, wie arbeitserleichternde Maschinen gezeigt werden. Von der Kritik wird zudem der damals innovative Filmschnitt sowjetischen Einflusses gelobt, besonders sichtbar in Szenen wie dem Bootsrennen oder dem Dorffest und der Massenschlägerei dabei.
Der Film wurde später mehrmals im öffentlich-rechtlichen Fernsehen RTP gezeigt und, nach Restauration durch die Cinemateca Portuguesa, mehrmals von Lusomundo wiederveröffentlicht, erst als VHS-Kassette, später mehrmals als DVD, mit teils umfangreichem Bonusmaterial.